# Limeum telephioides
Limeum telephioides är en tvåhjärtbladig växtart som beskrevs av Ernst Meyer och Edward Fenzl. Limeum telephioides ingår i släktet Limeum och familjen Limeaceae. Utöver nominatformen finns också underarten L. t. schlechteri.